# Blaine (Minnesota)

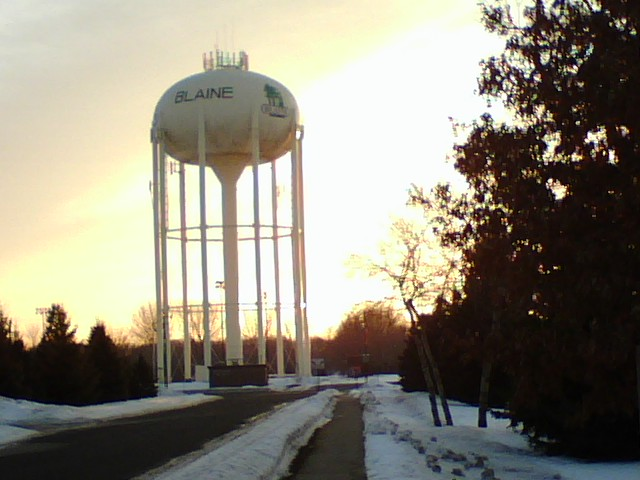
Wasserturm in Blaine

Blaine ist eine Stadt im US-Bundesstaat Minnesota. Sie ist im Ballungsraum Minneapolis-Saint Paul gelegen und hatte bei der Volkszählung 2020 des US Census Bureau 70.222 Einwohnern.

## Geografie
Die Stadt liegt hauptsächlich im Anoka County, lediglich im Süden gehört eine Fläche von knapp 0,5 Quadratkilometern zum Ramsey County. Nach Angaben des United States Census Bureau beträgt die Fläche der Stadt 88,1 Quadratkilometer, davon sind 0,4 Quadratkilometer Wasserflächen.

## Geschichte
Blaine entstand 1862 im Osten von Anoka, als sich der Ire Phillip Laddy in der Nähe zu dem See, der heute in Erinnerung an ihn Laddie Lake heißt, niederließ. Nachdem er schon bald gestorben war, dauerte es noch bis 1865, bis eine dauerhafte Siedlung entstand.
1877 wurde der Ort selbständig und erhielt zu Ehren des republikanischen Politikers James Gillespie Blaine dessen Namen. 1880 wohnten dort 128 Einwohner. Lange Zeit blieb Blaine ländlich geprägt und hatte die Landwirtschaft als wichtigsten Wirtschaftsfaktor. Dies änderte sich erst nach dem Zweiten Weltkrieg, als Blaine durch die Suburbanisierung ein starkes Bevölkerungswachstum erfuhr und sich die Bevölkerungszahl von 1700 Einwohnern im Jahre 1950 auf 45.000 Einwohner im Jahre 2000 erhöhte.

### Bevölkerungsentwicklung
| 1950  | 1970   | 1980   | 1990   | 2000   | 2010   | 2020   |
| ----- | ------ | ------ | ------ | ------ | ------ | ------ |
| 1.694 | 20.573 | 28.558 | 38.975 | 44.942 | 57.186 | 70.222 |

## Demografische Daten
Nach den Angaben der Volkszählung 2000 leben in Blaine 44.942 Menschen in 15.898 Haushalten und 12.177 Familien. Ethnisch betrachtet setzt sich die Bevölkerung aus 93,5 Prozent weißer Bevölkerung, 2,5 Prozent asiatischen Amerikanern, 0,9 Prozent Afroamerikanern, 0,6 Prozent amerikanischen Indianern sowie anderen kleineren oder mehreren Gruppen zusammen. 1,7 Prozent der Einwohner zählen sich zu den Hispanics.
In 41,4 % der 15.898 Haushalte leben Kinder unter 18 Jahren, in 61,1 % leben verheiratete Ehepaare, in 11,1 % leben weibliche Singles und 23,4 % sind keine familiären Haushalte. 17,0 % aller Haushalte bestehen ausschließlich aus einer einzelnen Person und in 3,3 % leben Alleinstehende über 65 Jahre. Die durchschnittliche Haushaltsgröße liegt bei 2,82 Personen, die von Familien bei 3,19.
Auf die gesamte Stadt bezogen setzt sich die Bevölkerung zusammen aus 29,1 % Einwohnern unter 18 Jahren, 8,7 % zwischen 18 und 24 Jahren, 34,8 % zwischen 25 und 44 Jahren, 22,0 % zwischen 45 und 64 Jahren und 5,3 % über 65 Jahren. Der Median beträgt 33 Jahre. Etwa 50,0 % der Bevölkerung ist weiblich.
Der Median des Einkommens eines Haushaltes beträgt 59.219 USD, der einer Familie 63.831 USD. Das Pro-Kopf-Einkommen liegt bei 22.777 USD. Etwa 3,0 % der Bevölkerung und 2,1 % der Familien leben unterhalb der Armutsgrenze.

## Sport
Das National Sports Center ist ein rund 250 Hektar großes Gelände mit verschiedenen Sportanlagen. So gibt es dort zum Beispiel 50 Fußballfelder, einem Golfplatz, ein Radstadion und acht Eishockeyfelder. Jährlich findet dort der USA Cup, ein Jugendfußballturnier mit vielen tausend Teilnehmern statt. 2001 fanden im National Sports Center Spiele der Eishockey-Weltmeisterschaft der Frauen statt.
Die Minnesota Thunder tragen ihre Heimspiele im National Sports Center aus. Die US-amerikanische Fußballnationalmannschaft der Frauen bestritt ihr erstes Heimspiel am 7. Juli 1986 in Blaine. Insgesamt spielte die Mannschaft vierzehnmal in Blaine, so oft wie in keiner anderen Stadt.

## Söhne und Töchter der Stadt
- Jerry Seeman (1936–2013), NFL-Schiedsrichter
- Brandon Bochenski (* 1982), Eishockeyspieler
- Jonny Brodzinski (* 1993), Eishockeyspieler
- Matt Hendricks (* 1981), Eishockeyspieler
- Mike Pudlick (* 1978), Eishockeyspieler